# Skeče Simpsonových
Skeče Simpsonových (též krátké filmy Simpsonových) jsou série animovaných skečů, které v letech 1987–1989 vysílala americká televize Fox v pořadu The Tracey Ullman Show. Celkem vzniklo ve třech řadách 48 dílů. V těchto skečích se poprvé objevila rodina Simpsonových: Homer, Marge, Bart, Líza a Maggie. Série byla vytvořena Mattem Groeningem, který rodinu Simpsonových navrhl. Skeče byly poprvé vysílány 19. dubna 1987 dílem Good Night. Poslední díl se jmenuje TV Simpsons a byl vysílán 14. května 1989. Díky svému úspěchu získali Simpsonovi vlastní animovaný seriál, jehož první díl Vánoce u Simpsonových měl premiéru 17. prosince 1989.
Jedna marketingová studie zjistila, že původní skeče znalo pouze 14 % Američanů, zatímco v listopadu 1990, 11 měsíců po začátku vysílání samostatného seriálu, znalo Simpsonovy 85 % lidí.
Na DVD vyšlo jen několik těchto skečů. Skeč Good Night byl zařazen na DVD The Simpsons Season 1. Pět z těchto skečů bylo později použito v klipové Slavnostní epizodě, a byly tudíž částečně vysílány i v Česku jako součást seriálu. Kromě Good Night šlo o The Perfect Crime, Space Patrol, World War III a Bathtime. Jinak skeče se Simpsonovými nebyly v Česku nikdy samostatně vysílány. V díle Jak si Kent pustil pusu na špacír nahradil skeč Family Portrait celou úvodní pasáž na oslavu 400. epizody.
Verze rodiny Simpsonových ze skečů byla zobrazena jako duchové strašící v domě Simpsonových v epizodě 26. řady Speciální čarodějnický díl XXV.

## Vývoj
Když producent James L. Brooks pracoval na televizním varietním pořadu The Tracey Ullman Show, rozhodl se, že před a po reklamních přestávkách zařadí krátké animované filmy. Poté, co Brooks viděl jeden z komiksů kreslíře Matta Groeninga Life in Hell, požádal Groeninga, aby mu předložil nápad na sérii krátkých animovaných filmů, které chtěl Groening původně prezentovat jako svůj seriál Life in Hell. Později si Groening uvědomil, že animace Life in Hell by vyžadovala zrušení publikačních práv na jeho životní dílo. Proto zvolil jiný postup, když čekal ve vestibulu Brooksovy kanceláře na schůzku k představení, a narychlo zformuloval svou verzi dysfunkční rodiny, z níž se stali Simpsonovi. Postavy pojmenoval podle členů své vlastní rodiny, přičemž své jméno nahradil jménem „Bart“. Bart byl vytvořen po vzoru Groeningova staršího bratra Marka, ale dostal jiné jméno, které bylo zvoleno jako anagram slova anglického slova „brat“ (česky „spratek“). Příběhy napsal a storyboardy vytvořil Matt Groening. Rodina byla nakreslena hrubě, protože Groening animátorům předložil základní náčrty s tím, že je vyčistí; místo toho jen obkreslili jeho kresby. Animace vznikla v domácím studiu Klasky Csupo, animátory první řady byli Wes Archer, David Silverman a Bill Kopp. Po první řadě animovali Archer a Silverman, koloristou byl Gyorgyi Peluce, který rozhodl, že postavy budou žluté.
Herci, kteří namluvili postavy ve skečích, si později zopakovali své role v seriálu Simpsonovi. Dan Castellaneta namluvil hlasy Homera Simpsona, dědy Simpsona a Šáši Krustyho. Homerův hlas zní ve skečích jinak než ve většině epizod půlhodinového seriálu, protože Castellaneta se původně snažil napodobit Waltera Matthaua. Ačkoli si tuto charakteristiku zachovával i v prvních epizodách regulérního seriálu, postupně od ní upouštěl, jak se Homerova osobnost vyvíjela směrem od stereotypního sitcomového otce. Producenti seriálu potřebovali někoho, kdo by namluvil hlasy, a tak místo aby najali herce, požádali o to Castellanetu (který už měl za sebou nějaké hlasové kreace) a Julii Kavnerovou, oba již pracovali na The Tracey Ullman Show. Děti stále potřebovaly hlasy a na konkurz přišla Nancy Cartwrightová, začínající dabérka. Vzpomínala: „V té době jsem už dělala hlasy pro osm různých pořadů a myslela jsem si, že to bude jen další práce. Původně mě chtěli pro hlas Lízy, ale já jsem si řekla: ‚Ne, nechci být nudné prostřední dítě, chci být spratkovitý desetiletý kluk.‘. Takže jakmile jsem předvedla ukázku, (Brooks a Groening) mě na místě najali.“. O nějaký čas později byla k namluvení hlasu Lízy přizvána Yeardley Smithová, dvaadvacetiletá herečka z béčkových filmů, jejímž nejvýznamnějším dosavadním počinem bylo účinkování ve známém filmu Stephena Kinga Vzpoura strojů z roku 1986. Nahrávání skečů bylo často primitivní; podle Cartwrightové se dialogy nahrávaly na přenosný magnetofon v provizorním studiu, které sestávalo z apartmá videotechniků nad tribunami na place The Tracey Ullman Show.
Skeče se objevily v prvních třech řadách v pořadu The Tracey Ullman Show. Ve čtvrté a poslední řadě The Tracey Ullman Show byla odvysílána první řada půlhodinového seriálu. V prvních dvou řadách byly skeče rozděleny do tří nebo čtyř dílů, ale ve třetí řadě se hrály jako jeden příběh. Tracey Ullmanová později podala žalobu, v níž tvrdila, že její pořad byl zdrojem úspěchu Simpsonových, a proto by měla dostat podíl na zisku pořadu.

## Seznam dílů

### Přehled řad
| Řada | Díly | Premiéra          | Premiéra          |
| Řada | Díly | První díl         | Poslední díl      |
| ---- | ---- | ----------------- | ----------------- |
| 1    | 7    | 19. dubna 1987    | 12. července 1987 |
| 2    | 22   | 22. září 1987     | 8. května 1988    |
| 3    | 19   | 6. listopadu 1988 | 14. května 1989   |

### Díly

#### První řada (1987)
| Č. celkem | Č. v řadě | Název               | Díl The Tracy Ullman Show | Premiéra          |
| --------- | --------- | ------------------- | ------------------------- | ----------------- |
| 1         | 1         | Good Night          | Řada 1, díl 3             | 19. dubna 1987    |
| 2         | 2         | Watching Television | Řada 1, díl 5             | 10. května 1987   |
| 3         | 3         | Bart Jumps          | Řada 1, díl 6             | 10. května 1987   |
| 4         | 4         | Babysitting Maggie  | Řada 1, díl 8             | 31. května 1987   |
| 5         | 5         | The Pacifier        | Řada 1, díl 10            | 21. června 1987   |
| 6         | 6         | Burp Contest        | Řada 1, díl 11            | 28. června 1987   |
| 7         | 7         | Eating Dinner       | Řada 1, díl 12            | 12. července 1987 |

#### Druhá řada (1987–1988)
| Č. celkem | Č. v řadě | Název                   | Díl The Tracy Ullman Show | Premiéra           |
| --------- | --------- | ----------------------- | ------------------------- | ------------------ |
| 8         | 1         | Making Faces            | Řada 2, díl 1             | 22. září 1987      |
| 9         | 2         | The Funeral             | Řada 2, díl 2             | 4. října 1987      |
| 10        | 3         | Maggie's Brain          | Řada 2, díl 3             | 11. října 1987     |
| 11        | 4         | Football                | Řada 2, díl 4             | 18. října 1987     |
| 12        | 5         | House of Cards          | Řada 2, díl 5             | 25. října 1987     |
| 13        | 6         | Bart and Dad Eat Dinner | Řada 2, díl 6             | 1. listopadu 1987  |
| 14        | 7         | Space Patrol            | Řada 2, díl 7             | 8. listopadu 1987  |
| 15        | 8         | Bart's Haircut          | Řada 2, díl 8             | 15. listopadu 1987 |
| 16        | 9         | World War III           | Řada 2, díl 9             | 22. listopadu 1987 |
| 17        | 10        | The Perfect Crime       | Řada 2, díl 10            | 13. prosince 1987  |
| 18        | 11        | Scary Stories           | Řada 2, díl 11            | 20. prosince 1987  |
| 19        | 12        | Grampa and the Kids     | Řada 2, díl 12            | 10. ledna 1988     |
| 20        | 13        | Gone Fishin'            | Řada 2, díl 13            | 24. ledna 1988     |
| 21        | 14        | Skateboarding           | Řada 2, díl 14            | 7. února 1988      |
| 22        | 15        | The Pagans              | Řada 2, díl 15            | 14. února 1988     |
| 23        | 16        | The Closet              | Řada 2, díl 16            | 21. února 1988     |
| 24        | 17        | The Aquarium            | Řada 2, díl 17            | 28. února 1988     |
| 25        | 18        | Family Portrait         | Řada 2, díl 18            | 6. března 1988     |
| 26        | 19        | Bart's Hiccups          | Řada 2, díl 19            | 13. března 1988    |
| 27        | 20        | The Money Jar           | Řada 2, díl 20            | 20. března 1988    |
| 28        | 21        | The Art Museum          | Řada 2, díl 21            | 1. května 1988     |
| 29        | 22        | Zoo Story               | Řada 2, díl 22            | 8. května 1988     |

#### Třetí řada (1988–1989)
| Č. celkem | Č. v řadě | Název                                     | Díl The Tracy Ullman Show | Premiéra           |
| --------- | --------- | ----------------------------------------- | ------------------------- | ------------------ |
| 30        | 1         | Shut Up Simpsons                          | Řada 3, díl 1             | 6. listopadu 1988  |
| 31        | 2         | The Shell Game                            | Řada 3, díl 2             | 13. listopadu 1988 |
| 32        | 3         | The Bart Simpson Show                     | Řada 3, díl 3             | 20. listopadu 1988 |
| 33        | 4         | Punching Bag                              | Řada 3, díl 4             | 27. listopadu 1988 |
| 34        | 5         | Simpson Xmas                              | Řada 3, díl 5             | 18. prosince 1988  |
| 35        | 6         | The Krusty the Clown Show                 | Řada 3, díl 7             | 15. ledna 1989     |
| 36        | 7         | Bart the Hero                             | Řada 3, díl 8             | 29. ledna 1989     |
| 37        | 8         | Bart's Little Fantasy                     | Řada 3, díl 9             | 5. února 1989      |
| 38        | 9         | Scary Movie                               | Řada 3, díl 10            | 12. února 1989     |
| 39        | 10        | Home Hypnotism                            | Řada 3, díl 11            | 19. února 1989     |
| 40        | 11        | Shoplifting                               | Řada 3, díl 12            | 26. února 1989     |
| 41        | 12        | Echo Canyon                               | Řada 3, díl 13            | 12. března 1989    |
| 42        | 13        | Bathtime                                  | Řada 3, díl 14            | 19. března 1989    |
| 43        | 14        | Bart's Nightmare                          | Řada 3, díl 15            | 26. března 1989    |
| 44        | 15        | Bart of the Jungle                        | Řada 3, díl 17            | 16. dubna 1989     |
| 45        | 16        | Family Therapy                            | Řada 3, díl 18            | 23. dubna 1989     |
| 46        | 17        | Maggie In Peril: Chapter One              | Řada 3, díl 19            | 30. dubna 1989     |
| 47        | 18        | Maggie In Peril: The Thrilling Conclusion | Řada 3, díl 20            | 7. května 1989     |
| 48        | 19        | TV Simpsons                               | Řada 3, díl 21            | 14. května 1989    |